# Repaso espaciado

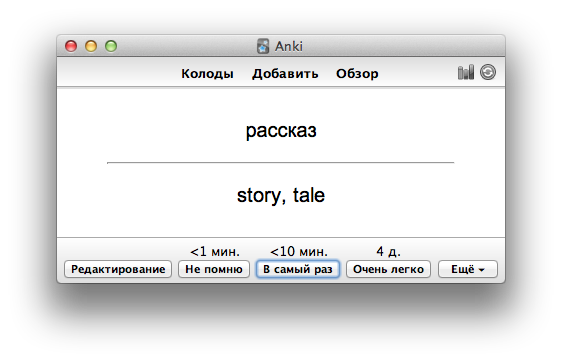
Anki, un programa que implementa técnicas de repaso espaciado

El repaso espaciado o sistema de repetición por espacios se refiere a un conjunto de técnicas de aprendizaje diseñadas para mejorar la retención a largo plazo mediante la distribución de sesiones de repaso en intervalos específicos y progresivamente espaciados en el tiempo. 
Normalmente, en el repaso espaciado no se realiza una simple relectura, sino que pretende ser un tipo de aprendizaje activo, al obligar que la persona reaccione a preguntas o a estímulos. En este contexto, suelen utilizarse reglas mnemotécnicas.

## Historia
La historia del repaso espaciado tiene sus raíces en el trabajo pionero realizado por Hermann Ebbinghaus a finales del siglo XIX. Ebbinghaus, un psicólogo alemán, fue uno de los primeros en investigar científicamente el proceso de la memoria y el aprendizaje. 
Ebbinghaus describió el olvido como un fenómeno natural que ocurre con el tiempo cuando la información no se repasa o revisa regularmente. Además, estableció la famosa curva del olvido, que muestra cómo la memoria decae con el tiempo si no se refuerza mediante repasos adecuados. 

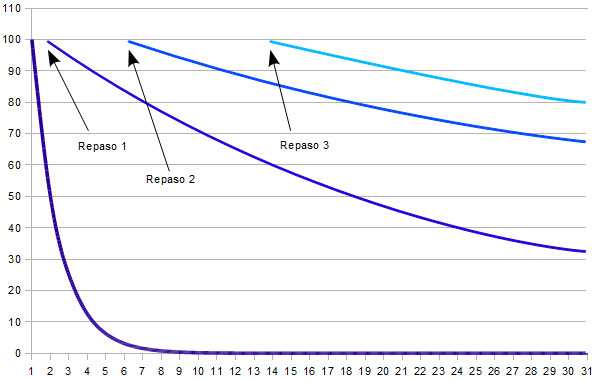
La curva del olvido representa la rápida pérdida de retentiva a lo largo del tiempo. Dado este fenómeno, es crucial realizar repasos periódicos para contrarrestar el olvido y mejorar la retención a largo plazo.

Sin embargo, no fue hasta casi un siglo después que el concepto de repaso espaciado fue construido por Piotr Woźniak, un estudiante de informática en la Universidad de Ciencias y Tecnología de Poznań, en Polonia, sobre la base de los estudios de Ebbinghaus. En la década de 1980, Woźniak desarrolló el sistema de aprendizaje electrónico conocido como SuperMemo,  que aplicaba los principios del repaso espaciado utilizando algoritmos computacionales para determinar el momento óptimo para revisar el material de estudio.  SuperMemo se convirtió en uno de los primeros programas informáticos diseñados específicamente para implementar el repaso espaciado de manera eficiente y efectiva.  
El repaso espaciado se fundamenta en el funcionamiento de la memoria humana. Inicialmente, el sujeto se familiariza con la información que desea aprender,  lo que permite establecer una base inicial en la memoria. A medida que transcurre el tiempo, se realizan repasos periódicos del material, lo que contribuye a reforzar y consolidar la memoria a largo plazo. Conforme se va consolidando la huella memorística, los intervalos entre los repasos pueden aumentar gradualmente, aprovechando el fenómeno psicológico de la curva del olvido. 
Se ha observado que, en general, los patrones de repaso y la eficacia del repaso espaciado son consistentes entre individuos, independientemente de las diferencias en el cociente intelectual. Por ejemplo, cuando se aprende una palabra extranjera, la mayoría de las personas necesitan repetirla antes de 10 días para garantizar una probabilidad de retención del 95%. El segundo repaso puede hacerse bastante más tarde. Por ejemplo, antes de 25 días. Después de varios repasos, si el material ha sido comprendido por el individuo, los intervalos entre los repasos pueden ser de años sin pérdida de efectividad.

## Aplicaciones
En la aplicación práctica del principio de repaso espaciado, se han destacado varios ejemplos a lo largo del tiempo:
1. Uno de los primeros en sugerir la aplicación práctica del principio de repaso espaciado fue el profesor Cecil Alec Mace, en su libro Psychology of Study, publicado en 1932. [7]
2. Los cursos de idiomas Pimsleur han utilizado esta técnica como parte de su metodología de enseñanza. [8]
3. Diversos sistemas de enseñanza de idiomas asistida por computadora (en inglés Computer-assisted language learning (CALL)). Estos programas tienen la ventaja de poder adaptar el ritmo de los repasos a las necesidades individuales de cada individuo. Un criterio frecuente de optimización es el nivel de retención deseado, es decir, el porcentaje de la información que se pretende recordar. [9]
4. El Sistema de Leitner de aprendizaje con fichas desarrollado en los años 1970 por Sebastian Leitner también incorpora el principio del repaso espaciado.
5. SuperMemo, creado por Piotr Woźniak en la década de 1980, es uno de los primeros programas informáticos diseñados específicamente para implementar el repaso espaciado. [10]
6. Anki es otro software popular que emplea el repaso espaciado para ayudar en el aprendizaje y la memorización de información.
7. Mosalingua es una aplicación móvil y plataforma web que utiliza técnicas de repaso espaciado para facilitar el aprendizaje de idiomas.
8. Duolingo, una plataforma de aprendizaje de idiomas en línea, ha incorporado el repaso espaciado en su metodología de enseñanza.
9. Memrise es otra aplicación que integra el repaso espaciado como parte de su enfoque de aprendizaje de idiomas y otros temas.
10. Quizlet es una herramienta en línea que ofrece juegos y actividades de repaso espaciado para ayudar en el estudio de diferentes materias. [11]
11. FluentU es una plataforma que utiliza videos y ejercicios de repaso espaciado para mejorar la comprensión y la retención de idiomas.
12. Babbel es una aplicación de aprendizaje de idiomas que utiliza el repaso espaciado como una de sus estrategias para mejorar la memoria.
13. Clozemaster es un juego en línea que utiliza el principio del repaso espaciado para enseñar vocabulario en contexto.
14. Lingvist es una plataforma de aprendizaje de idiomas que adapta el ritmo de repaso espaciado según el progreso individual del estudiante.
15. Tinycards es una aplicación de tarjetas de memoria creada por Duolingo que utiliza el repaso espaciado para mejorar la retención de información. [12]
16. Rosetta Stone, una empresa de software de aprendizaje de idiomas, ha incorporado técnicas de repaso espaciado en su enfoque pedagógico para mejorar la efectividad del aprendizaje a largo plazo.

## Otros programas informáticos de repaso espaciado

### Desde la Web
- Brainotex, sistema simple de aprendizaje con repaso espaciado.
- Cram, sistema muy completo de flascards con sistema de repaso espaciado.
- MyTools2Learn, una plataforma de aprendizaje espaciado. MyTools2Learn era originalmente Opus Educational Software, pionera del aprendizaje espaciado en la década de los 90.
- Mnemotecnia.es integra una aplicación para trabajar con tarjetas preparadas por los usuarios, con la particularidad de que las respuestas incluyen una imagen mnemotécnica (tarjetas mnemotécnicas) con el propósito de facilitar la memorización.

### Software libre o de código abierto
- Anki Anki Soporta repasos desde Windows, OS X, Linux, web y teléfonos móviles. Cualquier material está soportado, pero tiene características especiales para aprender japonés. Liberado bajo licencia GPL.
- jMemorize jMemorize Un programa Java de fuente abierta que emplea el famoso sistema Leitner. Liberado bajo la GPL.
- Gradint Gradint un programa para estudiar idiomas extranjeros (GPL; multiplatforma)
- Granule Granule Un programa escrito en C++ POSIX, liberado bajo la GPL. También hay disponibles versiones para Nokia 770 y Windows.
- MemAid MemAid Similar a SuperMemo, pero usa redes neurales, liberado bajo la GPL. No está bajo desarrollo activo.
- Memorize Word Memorize Word un programa Java de fuente abierta que usa el sistema Leitner y permite un uso multimedia completo. Q Public License (QPL).
- MiniPauker MiniPauker J2ME program para móviles, formato de archivo compatible con Pauker, liberado bajo la GPL.
- The Mnemosyne Project The Mnemosyne Project Heredero de MemAid, liberado bajo la GPL.
- Pauker Pauker programa Java que usa el sistema Leitner. Liberado bajo la licencia GPL.
- Recuerda Más 1.0 www.thebestmemory.com Combina el método de los repasos espaciados, con el del Fichero de Estudio (S. Leitner). En español, es freeware. Funciona en Windows 2000, XP y 7 y en Ubuntu (posiblemente también lo haga en otras distribuciones Linux) a través del programa Wine.
- Rememorizer Rememorizer multiplatforma, GPL.
- OpenCards OpenCards una extensión para OpenOffice.org Impress.

### Software no abierto y no libre
- Supermemo Supermemo Programa comercial de repasos espaciados.
- Mosalingua. Plataforma de aprendizaje de idiomas basada en el sistema de repetición por espacios
- VTrain (Tutor de Vocabulario)VTrain (Tutor de Vocabulario) Programa en español, utilizado en 40 universidades.
- Fullrecall Fullrecall Programa comercial que imita una red neuronal.
- Genius Programa gratuito para Mac Os X (10.3 y posteriores). Usa lógica difusa para corregir las respuestas.
- MemoryLifter MemoryLifter Programa gratuito para Windows. Multimedia y examen de respuestas.
- MindBrainer Programa comercial para Pocket PC. Gradúa los intervalos.